# Alice d'Ibelin
Alice d'Ibelin (Cipro, 1304/1306 – Cipro, post 6 agosto 1386) è stata una nobile cipriota, appartenente alla dinastia degli Ibelin, divenne regina di Cipro e Gerusalemme e regina di Armenia.

## Biografia

### Infanzia

Stemma di Casa Ibelin

Secondo Les familles d'outre-mer e la Chroniques d'Amadi et de Strambaldi. T. 1, Alice era la figlia primogenita di Guido di Nicosia, signore del castello di Nicosia, siniscalco di Cipro e della moglie, nonché cugina, Isabella o Margherita d'Ibelin. 

Guido d'Ibelin era figlio di Baliano d'Ibelin. La Casa di Ibelin occupava un posto di rilievo negli Stati crociati di Gerusalemme e Cipro dal XII secolo. 
Alice perse il padre quando era una bambina, mentre sua madre morì nel 1315, quando Alice aveva un'età non superiore a 11 anni. 

### Fidanzamento
Nel 1310, era stata promessa sposa a Enrico di Lusignano, figlio di Amalrico, principe di Tiro. Il fidanzamento fu annullato in quello stesso anno, quando Almarico venne ucciso e la sua famiglia si rifugiò in Armenia. 

### Primo matrimonio

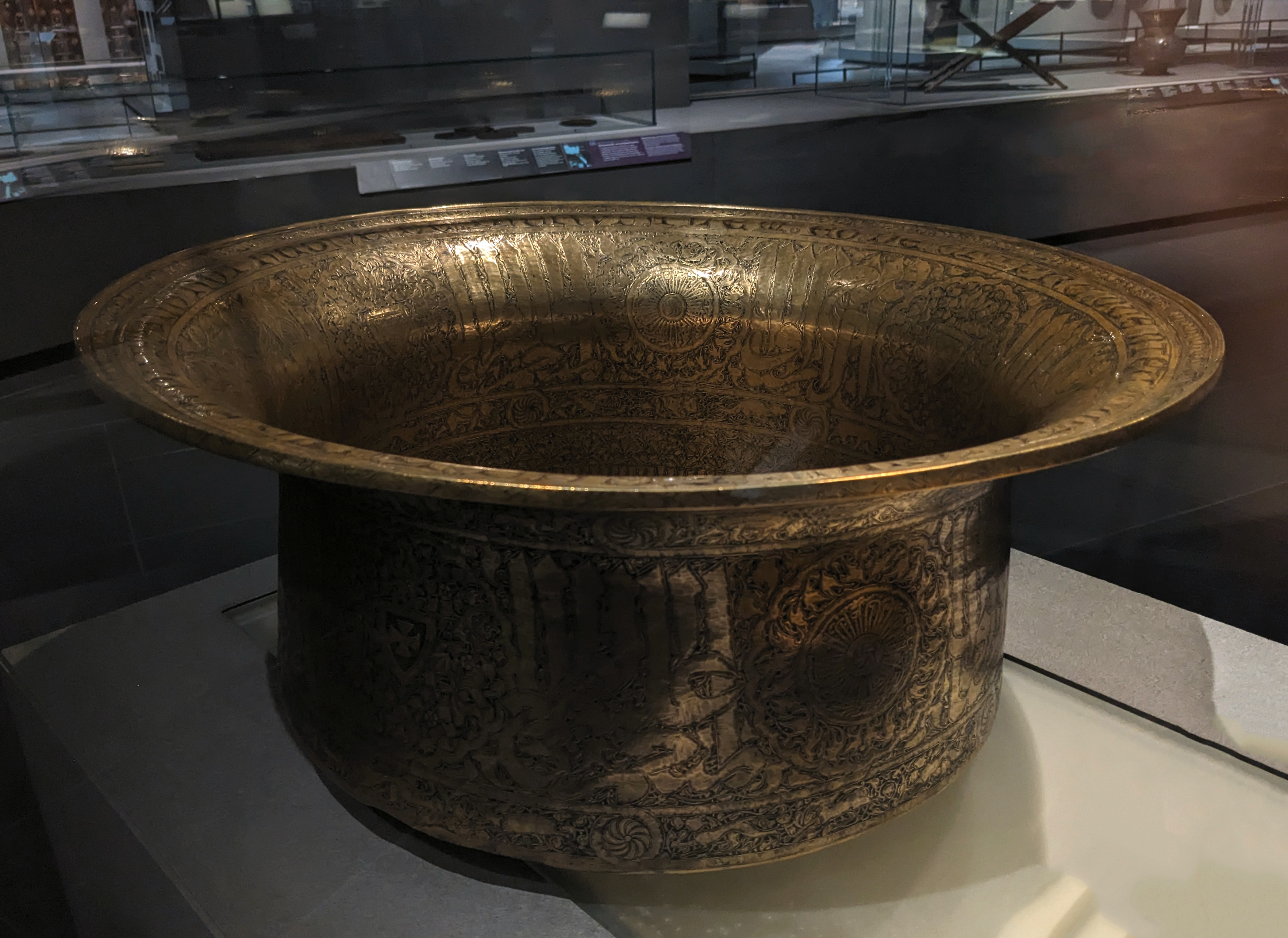
Lavabo (XIV secolo, Egitto o Siria, Museo del Louvre) attribuito a Ugo IV di Cipro.

Il 17 settembre 1318, Alice sposò Ugo di Lusignano, che, sia secondo Les familles d'outre-mer, che secondo la Chroniques d'Amadi et de Strambaldi. T. 1, era l'unico figlio maschio del Connestabile del regno di Cipro, Guido di Lusignano e della moglie, la signora di Beirut, Eschiva di Ibelin, che, ancora secondo Les familles d'outre-mer, era la figlia secondogenita di Giovanni di Ibelin, signore di Beirut e di Alice de la Roche, figlia di Guido I de la Roche, Duca di Atene; era stato richiesta una dispensa papale, di Papa Giovanni XXII, datata 18 giugno 1318, come riporta Wipertus Hugo Rüdt de Collenberg, storico Franco-Ungaro-Tedesco, nel suo Familles de l'Orient latin, XIIe-XIVe siècles (non consultato). 
In quello stesso anno, suo marito, Ugo succedette al padre come Connesatabile
Ugo era al suo secondo matrimonio, era infatti vedovo della sua parente, Maria d'Ibelin (1294 – prima del 30 giugno 1318), dalla quale aveva avuto un figlio, Guido.

### Regina di Cipro

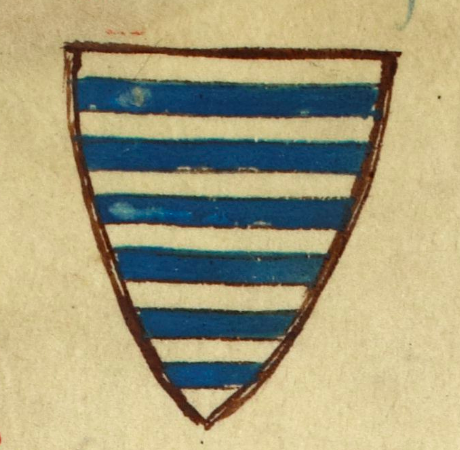
Lo stemma dei Lusignano nellHistoria anglorum

Lo zio di suo marito, Enrico II, re di Cipro e di Gerusalemme, morì nella notte tra il 30 ed il 31 marzo 1324, mentre si trovava in un casale nelle vicinanze di Nicosia, per andare a caccia col falcone, e fu tumulato nella chiesa di San Francesco di Nicosia.
Non avendo avuto discendenza, nei suoi titoli gli succedette suo marito, Ugo, che fu preferito alla zia, Alice.
Ugo e Alice vennero incoronati re (Ugo IV) e regina di Cipro nella Cattedrale di Santa Sofia a Nicosia, il 15 aprile 1324; poco dopo la doppia incoronazione, la cattedrale fu consacrata dall'arcivescovo latino, Jean del Conte. In quello stesso anno, il 13 maggio, vennero incoronati nella cattedrale di San Nicola, a Famagosta, come re (Ugo II) e regina titolare di Gerusalemme. 
La Chroniques d'Amadi et de Strambaldi. T. 1 riporta che a seguito del ritrovamento della croce di Tochni, la regina, Alice, che aveva problemi a parlare, riacquistò l'uso della lingua. 
Suo marito, Ugo IV, nel 1358, cedette la corona di Cipro al figlio Pietro come Pietro I e contemporaneamente nominò l'altro figlio, Giovanni, principe di Antiochia e connestabile di Cipro.
Ugo IV morì il 10 ottobre 1359 a Nicosia e Pietro, con la moglie, Eleonora, furono incoronati a Famagosta re e regina di Gerusalemme. 

### Secondo matrimonio

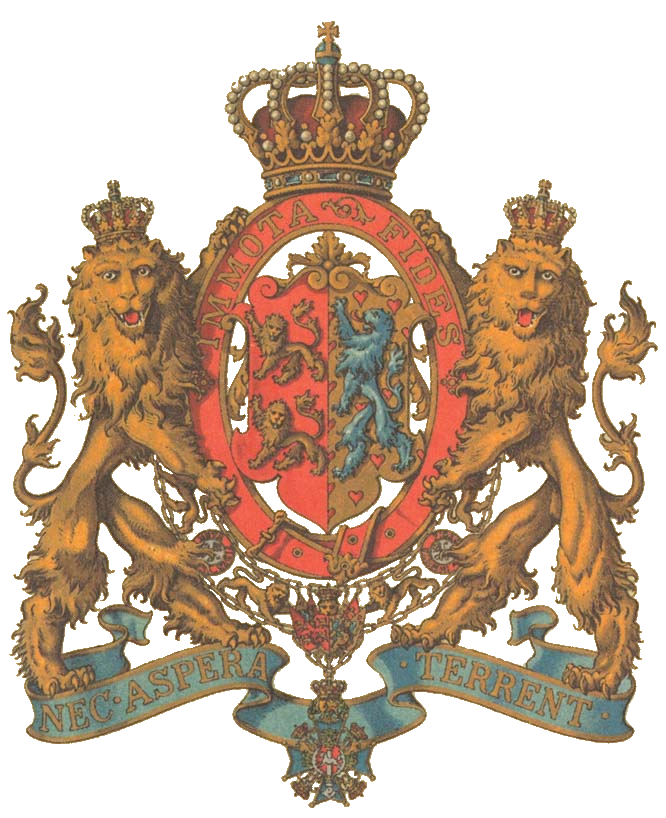
Stemma del Ducato di Brunswick-Lüneburg

Dopo essere rimasta vedova, nel 1368, come riporta la Chroniques d'Amadi et de Strambaldi. T. 1, Alice sposò Filippo di Brunswick-Grubenhagen, siniscalco di Gerusalemme, figlio del duca di Brunswick-Grubenhagen, Enrico II, detto il Greco, divenendo così matrigna della figlia di Filippo, Helvis di Brunswick-Grubenhagen, che era sua nuora dal 1365, quando era stata sposata dal figlio di Alice, Giacomo; come nel caso del suo primo matrimonio, un'altra dispensa papale, di papa Urbano V, era stata necessaria per sposare Filippo, come riporta Wipertus Hugo Rüdt de Collenberg.
Alice rimase vedova , per la seconda volta, molto presto, infattiFilippo, morì un anno dopo, il 4 agosto 1369. 

### Morte
Alice morì dopo il 6 agosto 1386 e fu sepolta in San Domenico di a Nicosia. 
Sua pronipote fu Anna di Lusignano, moglie di Luigi, duca di Savoia.

## Figli
Alice a Ugo IV di Cipro diede sette figli:
- Eschive (1322/1324 – 1363[25]), sposò, dopo il 5 marzo 1337/1339, l'infante Fernando (Ferran) di Majorca[26], visconte d'Omelas, da cui si separò il 22 aprile 1341;
- Pietro I (1328-1369), successore nelle cariche di Re di Cipro e di Gerusalemme[22];
- Giovanni (1329/1330 – 1375), reggente di Cipro e principe titolare d'Antiochia[22], morì assassinato; si sposò due volte, la prima nel 1343 con Costanza, figlia di Federico III di Sicilia ed Eleonora d'Angiò, da cui non ebbe discendenza; la seconda volta, nel 1350, con Alice d'Ibelin (m. dopo il 1373), dalla quale ebbe figli;
- Giacomo I (1334-1398), salì sul trono cipriota[22], come successore del nipote Pietro II.
- Tommaso (m. 15 novembre 1340), non sposato e senza figli[27];
- Isabella (m. 15 novembre 1340), sposò Gautier de Dampierre-sur-Salon, siniscalco di Cipro[27];
- Maria o Margherita, ultimogenita[28].

### Fonti primarie
- (LA)  Histoire de l'île de Chypre sous le règne des princes de la maison de Lusignan, volume 2.
- (IT)  Chroniques d'Amadi et de Strambaldi. T. 1.
- (IT)  Chronique de l'Île de Chypre.

### Letteratura storiografica
- (FR)  Les familles d'outre-mer.